# 엘리자베스 블랙웰
엘리자베스 블랙웰(Elizabeth Blackwell, 1821년 2월 3일~1910년 5월 31일)은 영국의 의사이다.
블랙웰은 1821년 영국 잉글랜드 글로스터셔주 브리스틀에서 설탕 정제업자 새뮤얼 블랙웰과 한나 블랙웰의 9남매 중 셋째로 태어났으며, 이 집안은 퀘이커 가정으로 노예 제도를 배격하였다. 1832년 전 가족이 미국 뉴욕으로 이민하여 각지를 전전한 끝에 1838년 오하이오주 신시내티에 보금자리를 잡았으나 차차 생계 문제가 시급한 문제가 되었다. 블랙웰은 이곳에서 톰 아저씨의 오두막의 저자이기도 한 해리엇 비처 스토의 영향을 받아 직업을 갖기로, 나아가 의사가 되기로 결심하였다. 1847년 뉴욕주의 제네바 의과 대학에 입학하여 와신상담 끝에 1849년 수석으로 졸업하였다. 졸업 후에는 파리, 런던 등지를 순회하며 연수를 받았으며, 플로렌스 나이팅게일과도 친분을 맺었다. 블랙웰의 의료 활동에는 친동생 에밀리와 폴란드계 독일인 간호사 마리아 자크르제프스카(Maria Zakrzewska)의 도움이 컸다. 1861년 남북 전쟁이 일어나자 부상병들의 간호와 치료에 정성을 기울였다. 1865년 뉴욕 주에, 1874년 런던에 의과 대학을 세웠다.